# Liste der Naturdenkmale in Bornheim (Rheinhessen)
Die Liste der Naturdenkmale in Bornheim nennt die im Gemeindegebiet von Bornheim ausgewiesenen Naturdenkmale (Stand 17. Februar 2024).

## Naturdenkmale
| Nr.         | Bezeichnung               | Lage             | Beschreibung           | Bild            |
| ----------- | ------------------------- | ---------------- | ---------------------- | --------------- |
| ND-7331-392 | Kastanie auf dem Friedhof | Am Friedhof Lage | Aesculus hippocastanum | Fotos hochladen |

## Ehemalige Naturdenkmale
| Nr. | Bezeichnung  | Lage                    | Beschreibung                                                                     | Bild                                    |
| --- | ------------ | ----------------------- | -------------------------------------------------------------------------------- | --------------------------------------- |
|     | Langer Stein | nördlich des Ortes Lage | Menhir, versetzt; Rechtsverordnung aufgehoben, jetzt als Kulturdenkmal geschützt | Direkt Bild zu diesem Denkmal hochladen |